# 남서부 행정구

남서부 행정구의 위치

남서부 행정구 또는 유고자파드니 행정구(러시아어: Юго-Западный административный округ)는 모스크바의 구이다. 면적은 111.7km2, 인구는 1,179,211명(2002년 기준)이며 12개의 행정 구역으로 구성되어 있다.